# Xã đặc quyền Elmwood, Michigan
Xã Elmwood (tiếng Anh: Elmwood Township) là một xã thuộc quận Leelanau, tiểu bang Michigan, Hoa Kỳ. Năm 2010, dân số của xã này là 4.503 người.